# Dioscorea sandwithii
Dioscorea sandwithii là một loài thực vật có hoa trong họ Dioscoreaceae. Loài này được B.G.Schub. mô tả khoa học đầu tiên năm 1966.